# Tinea croniopa
Tinea croniopa är en fjärilsart som beskrevs av Edward Meyrick 1934. Tinea croniopa ingår i släktet Tinea och familjen äkta malar.
Artens utbredningsområde är Taiwan. Inga underarter finns listade i Catalogue of Life.